# 杜学军
杜学军（1965年5月—），蒙古族，内蒙古自治区海拉尔市人，中华人民共和国政治人物。1988年6月加入中国共产党。原满洲里市人民政府市长、兴安盟人民政府盟长、包头市人民政府市长、中国共产党乌兰察布市委员会书记。第十届中国共产党内蒙古自治区委员会委员，中国共产党第十九次全国代表大会代表，内蒙古自治区第十三届人民代表大会代表。

## 生平
1965年5月，杜学军出生在内蒙古自治区海拉尔市。1980年8月进入额尔古纳右旗物资公司任业务员。1983年7月考入内蒙古自治区电大经济系学习，1986年7月毕业后分配至额尔古纳右旗经委出任干事，之后陆续出任开发公司副主任、边贸公司副经理、边贸公司经理，1993年12月晋升副旗长，1994年1月任额尔古纳市副市长。1998年12月任呼伦贝尔盟团委书记。2002年1月转任陈巴尔虎旗旗委书记。2006年10月回到[呼伦贝尔市]]任市委常委、秘书长。2008年3月转任满洲里市市委副书记、市长。2011年8月转任兴安盟盟委副书记，2013年5月兼任盟长。2015年10月转任包头市市委副书记、代市长，翌年1月15日在包头市第十四届人民代表大会第四次会议上正式补选为市长。2017年5月转任乌兰察布市委书记，2020年7月6日，市长费东斌接任乌兰察布市委书记。

### 落马
2021年2月24日，《中国纪检监察报》文章《倒查涉煤腐败 推动净化政治生态——内蒙古自治区系列涉煤腐败案以案促改工作启示》刊登，文章中提到了杜学军，这是官方首次证实杜学军已落马，他是涉煤领域腐败“倒查20年”专项行动的56名厅局级干部之一。2021年7月30日，杜学军遭到开除党籍、开除公职（双开）处分，涉嫌犯罪问题移送检察机关依法审查起诉，所涉财物随案移送。